# Rodica Frîntu
Rodica Frîntu, née le 29 mars 1960, est une ancienne rameuse roumaine. Elle est médaillée de bronze aux Jeux de 1980.

## Carrière
Rodica Frîntu est médaillée de bronze en huit aux Jeux de 1980 et aux Mondiaux de 1981.

## Palmarès

### Jeux olympiques
- Jeux olympiques d'été de 1980 à Moscou ( Union soviétique) :
  -  médaille de bronze en huit

### Championnats du monde
- Championnats du monde 1981 à Munich ( Allemagne) :
  -  médaille de bronze en huit